# Sandokan
Sandokan, soprannominato Tigre della Malesia o Tigre di Mompracem, è un personaggio immaginario e protagonista di numerosi romanzi d'avventura del ciclo indo-malese creato da Emilio Salgari, adattati successivamente in film, miniserie televisive, serie animate, film per la tv e fumetti.

## Genesi del personaggio
Secondo una teoria, il nome Sandokan fu ispirato a Salgari dal nome di un centro costiero sito nel Borneo nord-orientale, Sandakan, che significa "pegno scaduto": la città fu infatti lasciata in pegno dal Sultano di Sulu al governatore locale come garanzia di un prestito che poi non restituì mai.
Secondo la studiosa tedesca Bianca Maria Gerlich, alcune delle avventure scritte da Salgari (Il Re del Mare, Alla conquista di un impero, La caduta di un impero, La rivincita di Yanez) hanno una base storica. L'autrice riferisce di aver accertato da fonti orali e da genealogie locali, durante i suoi studi nel Borneo, l'esistenza di un comandante navale di nome Sandokong, arricchitosi col commercio di nidi di rondine, il quale avrebbe in comune col personaggio salgariano la bandiera rossa con la testa di tigre (nota anche alla letteratura storica inglese), i luoghi, gli anni, i nemici.
Sandokong era stato braccio destro del principe Syarif Osman, lui stesso deposto dal trono e diventato pirata per difendere il suo popolo dai colonizzatori inglesi. Osman, che possedeva lungo la costa settentrionale del Borneo il forte di Malludu (l'odierna Marudu, Sabah), fu sconfitto dall'ammiraglio inglese Thomas Cochrane nel 1845, anno in cui Labuan venne ceduta alla Gran Bretagna (come ricorda il poema Syair Rakis).
Osman e Sandokong, secondo le testimonianze raccolte dalla studiosa tedesca, avrebbero combattuto per alcuni anni contro le truppe del "raja bianco", il sovrano di Sarawak, che è lo storico avventuriero James Brooke. L'autrice non spiega tuttavia come simili notizie - non riportate dalla stampa europea coeva - possano essere giunte a Emilio Salgari, e ipotizza che questi abbia ascoltato i racconti di qualche marinaio nel periodo vissuto a Venezia. Va però detto che in Inghilterra tali vicende erano riportate da diversi giornali, che contribuirono a rendere leggendaria la figura di James Brooke.

## La serie di romanzi
Il ruolo di Sandokan, che Salgari distribuisce lungo l'arco di una produzione trentennale, è piuttosto mutevole. A questo proposito, si parla di un primo e un secondo ciclo di Sandokan. Nel primo ciclo, di sette episodi, il personaggio di Sandokan è il protagonista assoluto, con due importanti eccezioni.
La prima è costituita dal secondo romanzo del ciclo, I misteri della jungla nera (1887, titolo originale Gli amori di un selvaggio), che narra le avventure di Tremal-Naik e Kammamuri contro i Thugs delle Sunderbunds, comandati dal feroce Suyodhana. In questo romanzo, ambientato fuori dalla Malaysia e apparentemente incongruente con le storie di Sandokan, non c'è traccia del pirata e dei suoi fedeli, detti tigrotti, ma le due vicende si intrecceranno in maniera rocambolesca nel terzo episodio della saga, I pirati della Malesia (1896). Il successivo Le due tigri, datato 1904, riprenderà l'ambientazione indiana del secondo romanzo, mantenendo però Sandokan al centro della scena, con i personaggi de I misteri della jungla nera a far da comprimari. La seconda eccezione è presente nel quinto episodio, intitolato Il Re del Mare (1906), dove Sandokan è completamente assente dalla prima parte del romanzo e il ruolo di personaggio fulcro è assunto dal suo fedele amico, il portoghese Yanez de Gomera; nella seconda parte, il pirata malese ricompare sulla scena assumendo il suo consueto ruolo. Per certi versi, anche il successivo Alla conquista di un impero (1907) non segue lo schema canonico dei romanzi del ciclo indo-malese: oltre al nuovo cambio di ambientazione (è il primo romanzo ambientato nello stato indiano dell'Assam), Sandokan resta pressoché fuori scena per diverse decine di pagine. Ancora una volta, Yanez è il protagonista mettendo in risalto le sue doti da trasformista. L'entrata in scena di Sandokan sarà poi determinante.
Il secondo ciclo, composto da quattro romanzi, è frutto dell'ultima produzione salgariana, nella quale l'autore sembra avvicinarsi maggiormente alla scoperta del personaggio di Yanez. Sandokan recita un ruolo marginale. Nel primo volume, La riconquista di Mompracem (1908), si porta a pieno compimento un disegno già presente nel precedente Alla conquista di un impero: con uno svolgimento non dissimile, Yanez si ritrova al centro della scena, operando da mattatore e trasformista. In questo volume, Sandokan ricomparirà in azione molto più avanti. Il romanzo, peraltro, chiude anche le avventure di ambientazione malese: nei successivi tre episodi, l'azione si sposta nuovamente in Assam, dove Yanez è diventato maharajah. Ne Il bramino dell'Assam (1911), Sandokan non è presente fisicamente, e viene solo spesso nominato. Nel successivo La caduta di un impero, soltanto nelle ultime righe, Yanez sente degli spari che preludono all'arrivo in suo salvataggio da parte di Sandokan. Il pirata tornerà a ruoli rilevanti solo nell'ultimo libro della saga, La rivincita di Yanez (pubblicato postumo nel 1913). A dispetto del titolo, infatti, è il pirata malese a giocare un ruolo cruciale nello svolgimento, mentre Yanez torna ad affiancarlo in veste di co-protagonista.

## Personaggio

### Aspetto
(Prima descrizione del personaggio, Emilio Salgari, Le tigri di Mompracem)
Sandokan è dipinto come una sorta di pirata gentiluomo. È alto, affascinante, molto muscoloso, slanciato e attraente. Le caratteristiche che maggiormente risaltano in Sandokan sono il suo sguardo freddo, la bellezza affascinante, la sua aria truce e severa, i grossi turbanti sulla sua testa, ma soprattutto i suoi occhi nerissimi, in grado di affascinare e di incutere terrore a qualsiasi nemico. Salgari, nelle sue descrizioni, precisa molto spesso l'eleganza del pirata. Sandokan è solito indossare vestiti sfarzosi all'orientale: vestiti di seta rossa trapunta in oro, lunghi stivali di pelle rossa a punta rialzata ecc.. L'abbigliamento del pirata è quindi in contrasto con i suoi sudditi, i quali sono trascurati e si presentano per la maggior parte "mezzi nudi".
Nel primo romanzo, Le tigri di Mompracem, Salgari afferma che Sandokan è più giovane di Yanez, specificando l'età del portoghese intorno ai trentatré o ai trentaquattro anni. Nel successivo romanzo del ciclo in cui il pirata ricompare, I pirati della Malesia: sono passati 7 anni, Sandokan viene descritto come un uomo d'età compresa tra i trentaquattro e i trentacinque anni. Quindi nel primo romanzo, Sandokan deve avere tra i 26 e i 27 anni. Appare però un'incongruenza poiché ne I pirati della Malesia, Sandokan viene indicato come più vecchio di Yanez, rappresentato con un'età compresa tra i trentadue e i trentaquattro anni. Le incongruenze cronologiche, tuttavia, sono molto frequenti nei romanzi di Salgari e non riguardano solo Sandokan, ma anche altri personaggi o, addirittura, eventi.

### Personalità
(James Brooke nel film La tigre è ancora viva: Sandokan alla riscossa!.)
Sandokan è un pirata, che combatte eroicamente contro il colonialismo britannico, un eroe puro, un personaggio monolitico e privo di dubbi. Mosso da un odio inguaribile nei confronti degli inglesi e del Raja bianco James Brooke – acerrimo nemico dei pirati e responsabile dalla strage della sua famiglia – lotta con ogni mezzo per la libertà del suo minuscolo regno, l'isola di Mompracem, minacciata, invasa dal nemico e, infine, riconquistata. Spesso si parla di Sandokan come corsaro, ma i corsari erano muniti di regolari "patenti di corsa" che venivano accordate da alcuni stati o iniziavano gli eventi bellici solo dopo regolari azioni di guerra, tutte cose che Sandokan non fa; inoltre, il corsaro si accanisce di solito contro le navi di una sola nazione mentre Sandokan attacca e depreda tutte le navi che incontra, almeno all'inizio del ciclo.
Nonostante ciò, Sandokan è in realtà il figlio di Kaigadan, un sovrano del Borneo, ex prigioniero degli inglesi, ucciso insieme alla sua famiglia dal Rajah Bianco. Sandokan è, quindi, di stirpe reale e ha l'obiettivo principale di vendicarsi degli inglesi; successivamente, deciderà anche di riprendersi il suo regno nel romanzo Sandokan alla riscossa.
Personaggio da romanzo d'appendice, il principe Sandokan è un combattente formidabile, coraggioso, spietato con i nemici che odia, fedele fino alla morte con gli amici. Pur essendo dotato di nervi molto saldi non è in grado di sopprimere le proprie emozioni e agire freddamente senza lasciarsi condizionare dalla situazione; infatti, viene reputato dall'amico fraterno Yanez de Gomera come un uomo avventato, che si scaglia contro il pericolo senza riflettere. Yanez diventa così una sorta di "regolatore" del pirata malese ed è lo stesso portoghese a consigliare a Sandokan di fare attenzione e di essere prudente, come accade, ad esempio, prima del viaggio per Labuan, nel primo romanzo della saga.
Sandokan non mostra aspetti negativi e appare come un pirata retto e ligio al dovere, dotato di una grande forza interiore e capace di provare genuini sentimenti d'affetto nei confronti dei suoi tigrotti (i suoi seguaci); questi, a loro volta, lo amano e lo temono. Sandokan non ama uccidere i suoi nemici, ma è disposto a farlo se necessario. In caso, poi, che i nemici si arrendano e si dimostrino valorosi, Sandokan è disposto a salvare loro la vita e a ricoprirli di doni; ad esempio, nel terzo libro della saga, la "Tigre della Malesia" si dimostra generoso con il capitano dell'Helgoland, regalando a quest'ultimo una bussola d'oro, due pistole e un anello ornato di un "diamante grosso come una nocciola". Il capitano, per questo, definirà il pirata come "l'uomo più strano che abbia incontrato nella vita".
Il suo alter ego è il fedele Yanez de Gomera, ironico e divertente gentiluomo portoghese, con l'eterna sigaretta in bocca e la battuta sempre pronta. Sarà proprio quest'ultimo a rivelare a Sandokan l'esistenza di Marianna Guillonk, soprannominata la Perla di Labuan, donna dalla bellezza unica, di cui Sandokan s'innamorerà, ricambiato, nel romanzo iniziale, Le tigri di Mompracem. Il loro sarà un amore "impossibile", poiché Lady Marianna è nipote di un lord inglese (James Guillonk), stretto collaboratore dell'antagonista del pirata, il governatore James Brooke. Sandokan riuscirà, dopo molte lotte, a conquistare la donna, annunciando contemporaneamente il suo addio alla pirateria. La bella storia sarà però destinata a durare poco: Marianna morirà di colera poco tempo dopo e sarà sepolta nella città di Batavia. Le avventure del romanzo successivo (I pirati della Malesia) si svolgono quando lei è morta già da due anni. Ed è proprio in questo romanzo e nei seguenti che Sandokan verrà visto sotto una luce malinconica. Infatti, sarà tormentato molto dal ricordo della sua amata sposa, anche perché entrerà in scena un'altra eroina, Ada Corishant, compagna di Tremal-Naik e cugina di Marianna per parte di madre. I lineamenti di Ada appaiono assai simili a quelli della defunta Marianna e, in più occasioni, Sandokan, al vederla, rimane turbato dal ricordo dell'amata. In virtù dei meriti acquisiti salvando Ada, James Guillonk finirà per riappacificarsi con Sandokan e collaborerà al fine di farlo evadere quando questi sarà catturato da James Brook, nel terzo libro della saga.

### Armi

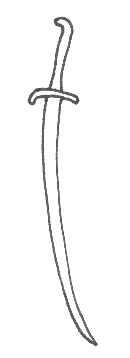
Scimitarra
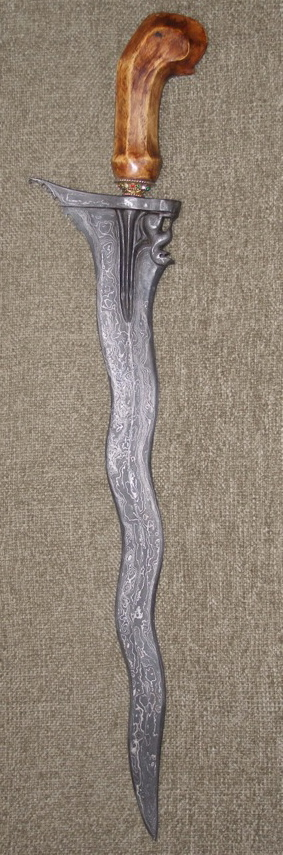
Kriss

In genere le armi utilizzate da Sandokan sono la scimitarra (Dao) e il kriss, un tipico pugnale dei popoli delle isole del sud est asiatico (come la Malaysia e l'Indonesia) con una lama ondulata a doppio taglio, talvolta diritta o appena ricurva, avvelenata spesso con succo di upas. La sua arma di elezione è comunque una scimitarra o più precisamente un dao cinese, ovvero grossa lama ricurva con un'impugnatura a due mani che Sandokan è comunque in grado di utilizzare anche con una sola mano.

## Altri media

### Televisione
- Kabir Bedi è l'attore che più di tutti e per più lungo tempo è stato legato al personaggio di Sandokan. All'epoca del suo ingaggio nel ruolo di Sandokan nello sceneggiato omonimo del 1976, si presentò ai provini per il ruolo di Tremal-Naik[9]. Nonostante il fisico "grassoccio", la produzione assunse l'attore per la parte del protagonista Sandokan. L'attore fu, quindi, costretto ad allenarsi pesantemente e imparò ad andare a cavallo e a nuotare[9]. Lo sceneggiato si rivelò un grandissimo successo e spinse gli autori a ideare un seguito dal titolo La tigre è ancora viva: Sandokan alla riscossa!, sempre interpretato da Bedi. In entrambi i film, l'attore è doppiato in italiano da Pino Locchi[10][11].
- Nella miniserie televisiva Il ritorno di Sandokan, Sandokan è interpretato sempre da Kabir Bedi, con la voce italiana di Massimo Corvo[12], che sostituisce Locchi in quanto questi era deceduto un paio di anni prima. Successivamente Bedi interpretò Sandokan anche in un'altra miniserie diretta da Sergio Sollima, intitolata Il figlio di Sandokan[13].

### Serie animata
Nelle serie a cartoni animati della Mondo TV, Sandokan è doppiato nella prima stagione da Francesco Pezzulli e dalla seconda in poi da Fabrizio Vidale

## Apocrifi
- Sandokan, assieme a Yanez e altri personaggi del ciclo indo malese, è uno dei protagonisti del romanzo Ritornano le tigri della Malesia (El retorno de los tigres de la Malasia), del 2010 scritto da Paco Ignacio Taibo II.

## Influenza culturale
- Il personaggio di Sandokan è stato probabilmente la fonte di ispirazione per la creazione del Principe Sumankan[15] alias la Tigre Nera[16], uno dei più astuti e pericolosi nemici del ranger Tex Willer e dei suoi pards. Come Sandonkan anche il personaggio ideato da Claudio Nizzi è un principe malese spodestato dagli Inglesi che si dedica alla pirateria. Tuttavia, a differenza del personaggio di Salgari, il Principe Sumankan è incapace di qualsiasi gesto romantico ed è mosso da un irrefrenabile odio verso tutta la razza bianca e sogna di riuscire a distruggerla, non esitando a ricorrere ai più crudeli stratagemmi per eliminare i suoi nemici.
- Nel 2007 Kabir Bedi interpreta nonno Kabir Dahvi nella quinta stagione di Un medico in famiglia, di cui il personaggio di Cettina si innamora anche se sposata. Dopo averlo visto molte volte da lontano una volta avvicinatasi guardando il suo sguardo ammaliante lo scambia per Sandokan, anche se Kabir rimane incredulo a tale affermazione, come se non sapesse chi sia. Nella stessa stagione della serie, Carole André interpreta Caterina Morelli, attrice e cantante lirica italo-francese che da giovane era innamorata di Kabir ricambiata (rimando alla coppia Sandokan-Marianna) ma lui era già promesso a un'altra donna, e che nell'intimità lo chiamava "la mia tigre". Una volta rivista, nell'ultima puntata della stagione, Caterina e Kabir finalmente coronano il loro sogno d'amore. Infine, Cettina al suo primo incontro con Caterina assieme ad Enrica, la scambia come è successo con Kabir, per la Perla di Labuan, suscitando l'ilarità della donna.